# Itzel Nayeli García Montaño
Itzel Nayelí Montaño García (Chimalhuacán, Estado de México, 1995) es una  asesina serial mexicana acusada de una serie de crímenes cometidos en el municipio de Chimalhuacán, Estado de México. La serie de ataques fueron aleatorios contra transeúntes y fueron cometidos por una mujer quien atacaba a sus víctimas por la espalda apuñalándoles el cuello. En total se contabilizaron al menos 7 agresiones resultando fatales 2 de ellas. Fue mediáticamente conocida como "la Degolladora de Chimalhuacán". Sería una asesina desorganizada, sedentaria y hedonista, destaca el hecho de que sus ataques fueron cometidos "cuerpo a cuerpo", un modus operandi poco común en las asesinas seriales mujeres.

## Antecedentes
Itzel Montaño nació en 1995, en Chimalhuacán, Estado de México, en el seno de una familia de escasos recursos, fue la segunda de seis hijos, su padre trabajaba informalmente como "lavacoches". Su infancia la pasó en una zona marginada del mismo municipio donde nació, compartía una casa pequeña y en malas condiciones con sus padres, hermanos y varios familiares.  Solía dedicarse a cuidar a sus hermanos menores todos los días mientras sus padres trabajaban. Es descrita por familiares y conocidos como "callada y tranquila". Sólo pudo estudiar hasta tercer grado de primaria, toda su niñez y adolescencia estuvieron marcadas por la pobreza.
A la edad de 14 años comienza a vivir en unión libre con un hombre, es a esa corta edad que se embaraza por primera y única vez, sufriendo de un embarazo extrauterino fue necesario que se sometiera a una histerectomía para poder salvar su vida, quedando estéril. A los 16 años se separa de su pareja y es entonces que comienza a consumir alcohol y tabaco de manera desmesurada. Para los 18 años es que comienza a consumir inhalantes. Se mantenía vendiendo dulces a fuera de algunas estaciones del metro. Tenía dificultades para leer, escribir y efectuar sumas y restas, no sabía multiplicar ni dividir. A los 17 años conoce al que sería su segundo concubino, un hombre llamado Rafael quien se dedicaba a conducir un microbús, se muda con él después de solo un par de meses de relación. La convivencia de pareja era difícil, él constantemente le reprochaba el que no pudiera tener hijos, las peleas que terminaban en agresión física eran comunes.

## Crímenes
El 14 de septiembre de 2015, se dio el primer ataque atribuido a la Degolladora, la primera víctima fue un hombre llamado Antonio Soto Leyva, de 43 años de edad, vecino de la localidad y de la propia Itzel Nayelí, fue atacado a las 5:30 a. m., por una mujer que se le acercó por la espalda, le provocó una herida de 15 cm en el cuello que no tocó ninguna estructura vital por lo cual pudo sobrevivir. Pese a estar herido pudo perseguir a su atacante por 50 m, pero no pudo alcanzarla.
La primera víctima mortal atribuida a la asesina se produjo apenas un día después, el 15 de septiembre, cuando una mujer de 40 años llamada Rosario Laureano Ventura fue atacada. La mujer viajaba  en un autobús cuando fue apuñalada en múltiples ocasiones en el cuello por otra mujer joven. Ese mismo día se produjo un segundo ataque, fue el de Rosa María Jímenez Martínez, quien logró sobrevivir. El segundo homicidio atribuido a la asesina se produjo el 17 de septiembre de 2015, cuando una mujer de 16 años, Brenda Shantal Mondragón Martínez, fue agredida mientras caminaba a su escuela. Su asesina le seccionó la yugular.
A lo largo de septiembre de 2015 se produjeron al menos 3 ataques más, a dos hombres y a una mujer, estos ataques no fueron fatales. Uno de ellos el de José Alberto Pichardo, de 36 años, quien fue apuñalado en el abdomen y posteriormente en el cuello; Pichardo llegó a declarar que su atacante era "muy rápida", la comparó con una "ninja".

## Reacción e investigaciones
Pronto se comenzó a correr el rumor de que había una asesina serial activa en Chimalhuacán atacando de forma aleatoria a personas en la calle. Los vecinos comenzaron a formar grupos de vigilancia, se armaban con elementos punzo-cortantes, contundentes o armas de fuego. Pronto los medios también comenzaron a cubrir el caso y bautizaron a la presunta asesina como "la Degolladora de Chimalhuacán". Se generó una verdadera histeria colectiva.
Con la colaboración de víctimas y algunos testigos la policía desarrolló un perfil de la atacante, era descrita como una mujer de entre 20 y 25 años de edad, de piel morena clara, cabello largo oscuro, delgada, bien vestida y con dos tatuajes de la Santa Muerte. En un principio se manejo la posibilidad de que el atacante pudiera ser un hombre vestido de mujer, debido a que esta forma de ataque es atípico en las mujeres asesinas en serie, pero se desecho esta hipótesis.
No había un patrón claro en las víctimas, pero el modus operandi era el mismo en todos los casos, la atacante se acercaba por la espalda a su víctima en un espacio público y desde la parte posterior atacaba al cuello con una navaja de bolsillo.  Las características propias de la asesina hacían que sus víctimas no se sintieran amenazados cuando se les acercaba. Todos los ataques ocurrieron en los barrios de Curtidores, Labradores, Ebanistas, Artesanos y Pescadores del municipio de Chimalhuacán, se produjeron en la mayoría de casos temprano por la mañana. Se comenzaron a hacer patrullajes por parte de la policía de manera recurrente con la finalidad de detener a una sospechosa.

## Detención, condena y motivaciones
El 2 de octubre de 2015, después de 20 días de investigación es detenida en las inmediaciones de su domicilio en Chimalhuacán, Itzel Nayelí Montaño, después de ser denunciada por su pareja y un segundo hombre con quien también trabajaba en el comercio informal. Ambos hombres denunciaron que Itzel Montaño trató de asesinarlos cortándoles el cuello. Ella admitió estas dos agresiones y aceptó haberlas cometido bajó el influjo del alcohol y de solventes. Ambas agresiones se habrían producido el 13 de septiembre de 2015; la agresión de su pareja se dio en el contexto de una pelea doméstica y la segunda agresión, contra un hombre llamado "Jorge", conocido como el "líder de los vendedores ambulantes", se produjo cuando este le exigió dinero para que pudiera vender sus dulces. En un principio la policía negó que Itzel Montaño estuviera relacionada con los crímenes de la Degolladora, pero para el 9 de octubre de 2015, rectificó y la señaló como la presunta responsable de los asesinatos en serie.
Para julio de 2017, Itzel Montaño fue condenada a 20 años de prisión por un cargo de intento de asesinato, aún esta a la espera de ser juzgado por otros de los cargos. Se desconoce cuáles fueron las razones que la motivaron a cometer los crímenes, según declaraciones de allegados cuando consumía inhalantes su comportamiento cambiaba radicalmente, tornándose violenta y desinhibida. Se cree habría estado drogada en todos los ataques como lo estuvo en las dos agresiones que confesó.